# Noilly Prat
 (mars 2021).
Si vous disposez d'ouvrages ou d'articles de référence ou si vous connaissez des sites web de qualité traitant du thème abordé ici, merci de compléter l'article en donnant les références utiles à sa vérifiabilité et en les liant à la section « Notes et références ».
Noilly Prat [nwaji pʁat] est une marque de vermouth de France.

## Histoire
Dès 1813, Joseph Noilly, alors à la tête d'une entreprise de vins et spiritueux déjà bien établie à Lyon, suit sa passion d'aromaticien en créant un nouveau vin apéritif.
Son fils, Louis Noilly lui succède en 1828 et est rejoint 10 ans plus tard par Claude Prat, qui intègre l’entreprise en tant que représentant commercial pour l'Algérie.
En 1843, le succès grandissant du vermouth conduit à une nouvelle installation totalement dédiée à sa production, à Marseille. L’année suivante, Claude Prat épouse Anne-Rosine, fille de Louis Noilly.
L’année 1855 voit la création officielle de la société Noilly Prat & Cie, quand Louis Noilly s'associe avec son gendre, Claude Prat. Le premier dépôt de marque connu date de 1856. Pour les exports, les patrons de la marque remplissent les cales des bateaux envoyant les évangélisateurs catholiques au départ de Marseille, ce qui explique que le Noilly Prat soit devenue une boisson populaire dans les territoires français d'outre-mer, où elle est consommée en boisson alors que les clients français sont surtout des chefs de cuisine qui apprécient ses vertus gustatives.
En 1859, une autre installation ouvre à Marseillan, dédiée au vieillissement des vins utilisés pour la production des vermouths. Le décès de Claude Prat cette année-là, puis celui de Louis Noilly 6 ans plus tard conduisent Anne-Rosine à prendre la tête de l'entreprise familiale. Une longue période de croissance commence pour l'entreprise.
En 1878, Noilly Prat obtient la médaille d'or à l'Exposition universelle de Paris. Au cours des décennies suivantes, de nouveaux terrains sont achetés à Marseillan, permettant la création de l'Enclos Sainte-Anne et des chais Sainte-Anne.
Au décès d’Anne-Rosine en 1902, ses fils Louis et Jean lui succèdent.
En 1911, Noilly Prat est cité comme ingrédient dans l’un des premiers Cocktails Martini.
La collection de vermouth s’agrandit avec la création en 1955 de Noilly Prat Rouge puis en 1986, de Noilly Prat Ambré.

La dernière héritière de la famille fondatrice décède en 1970. La société de cognac Martell rachète Noilly Prat, puis la revend à Martini & Rossi en 1977. En 1987 (ou 1992), la société Bacardi rachète Noilly Prat.

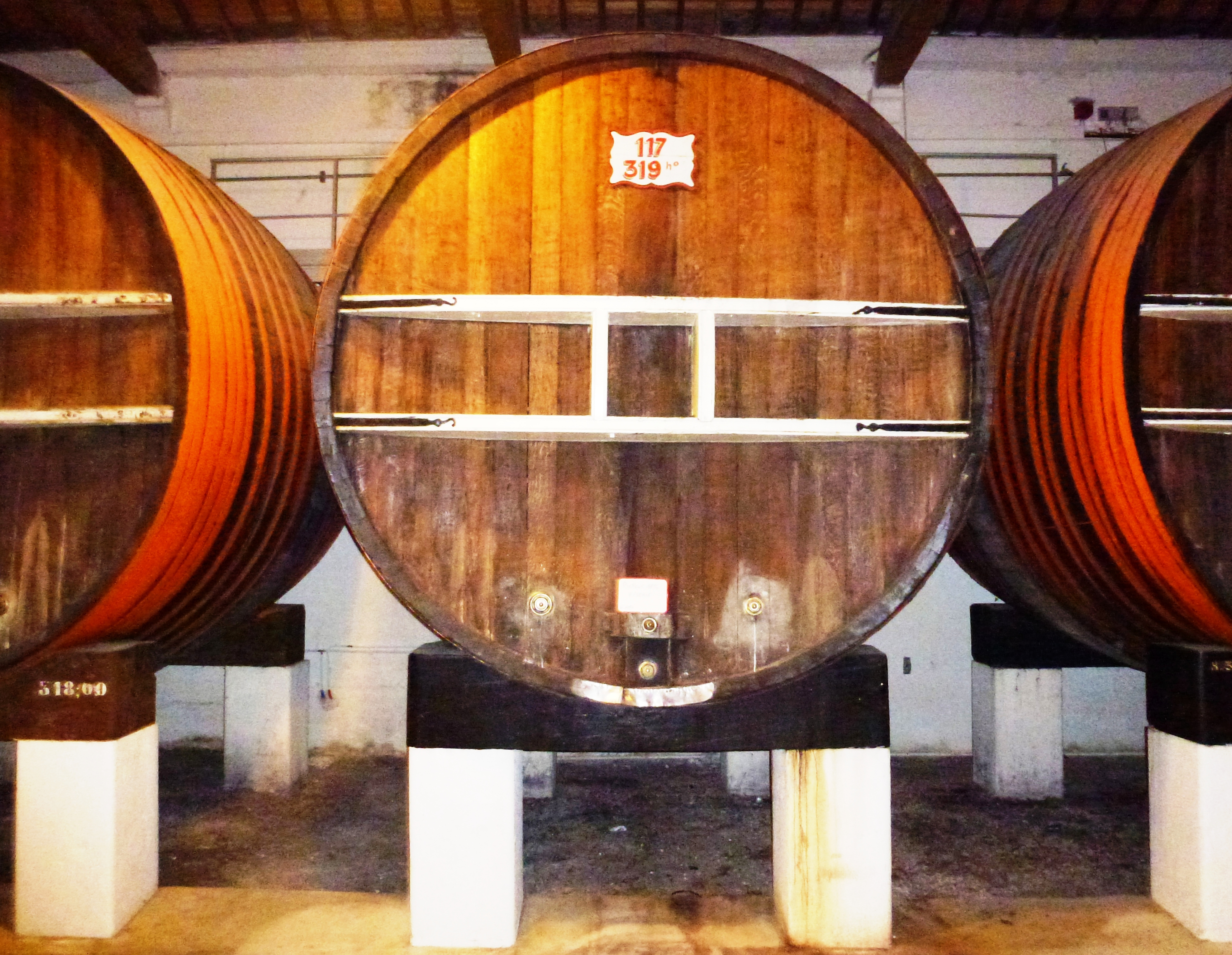
Barriques de vieillissement.
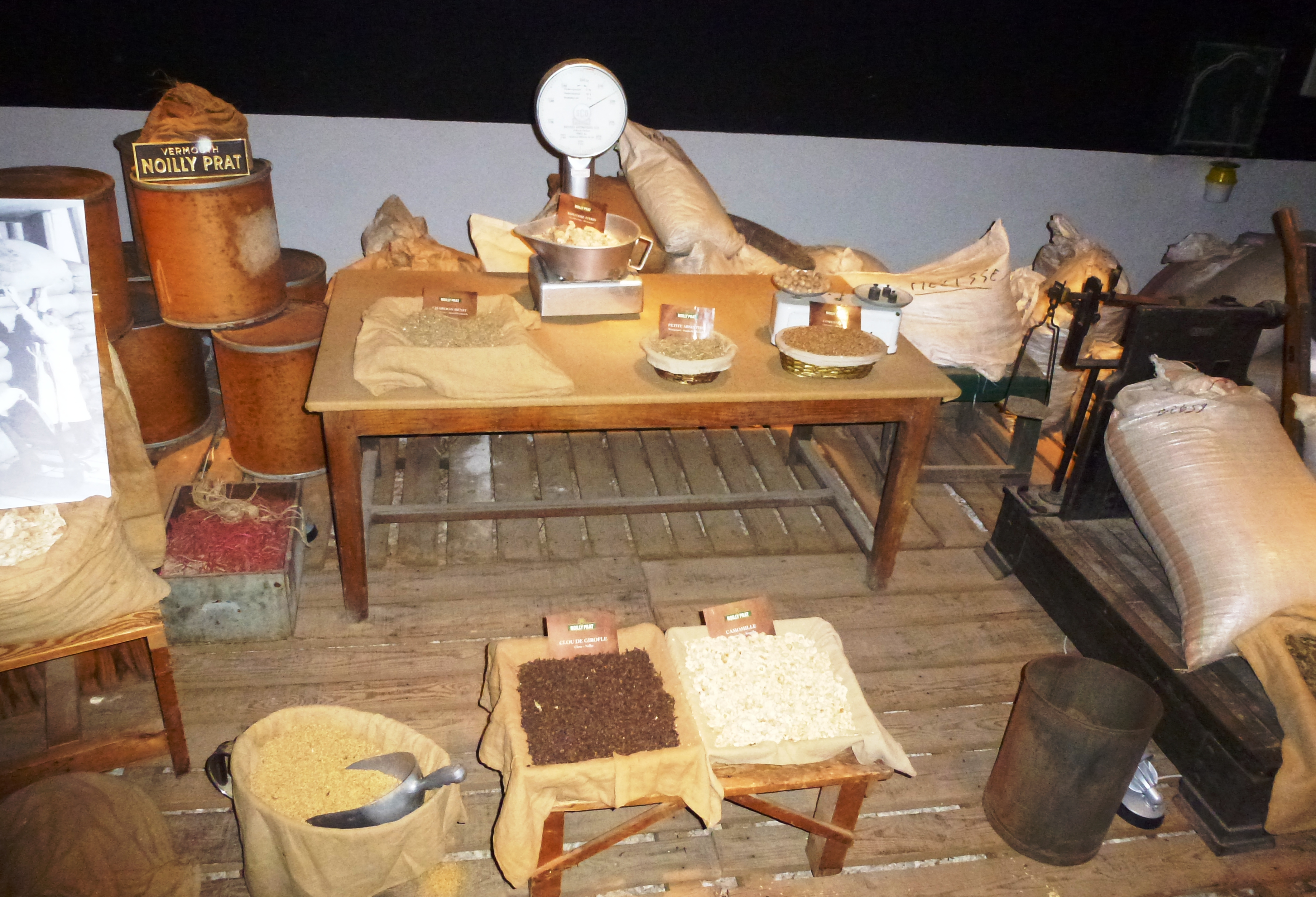
Herboristerie.
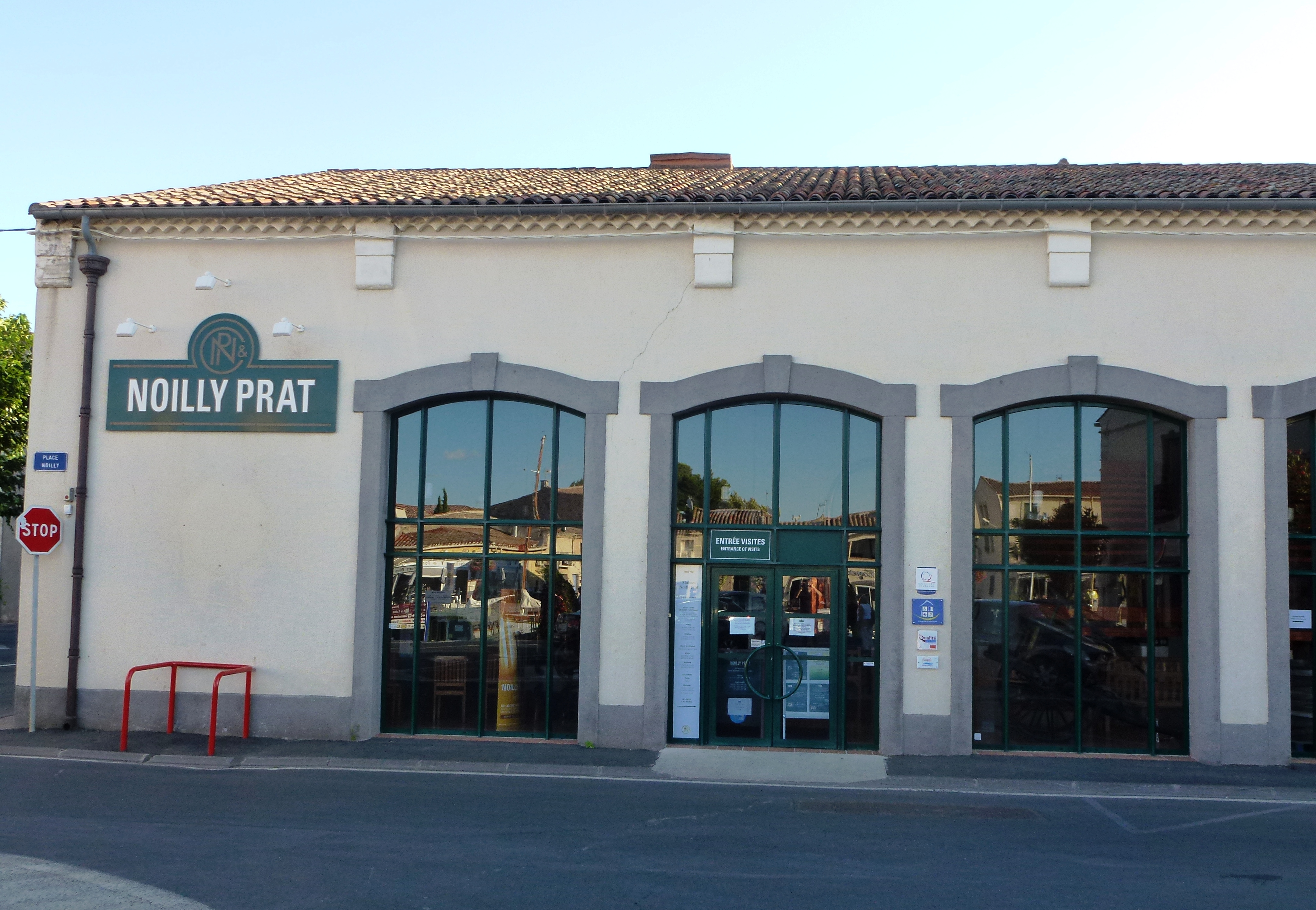
Le magasin à Marseillan.
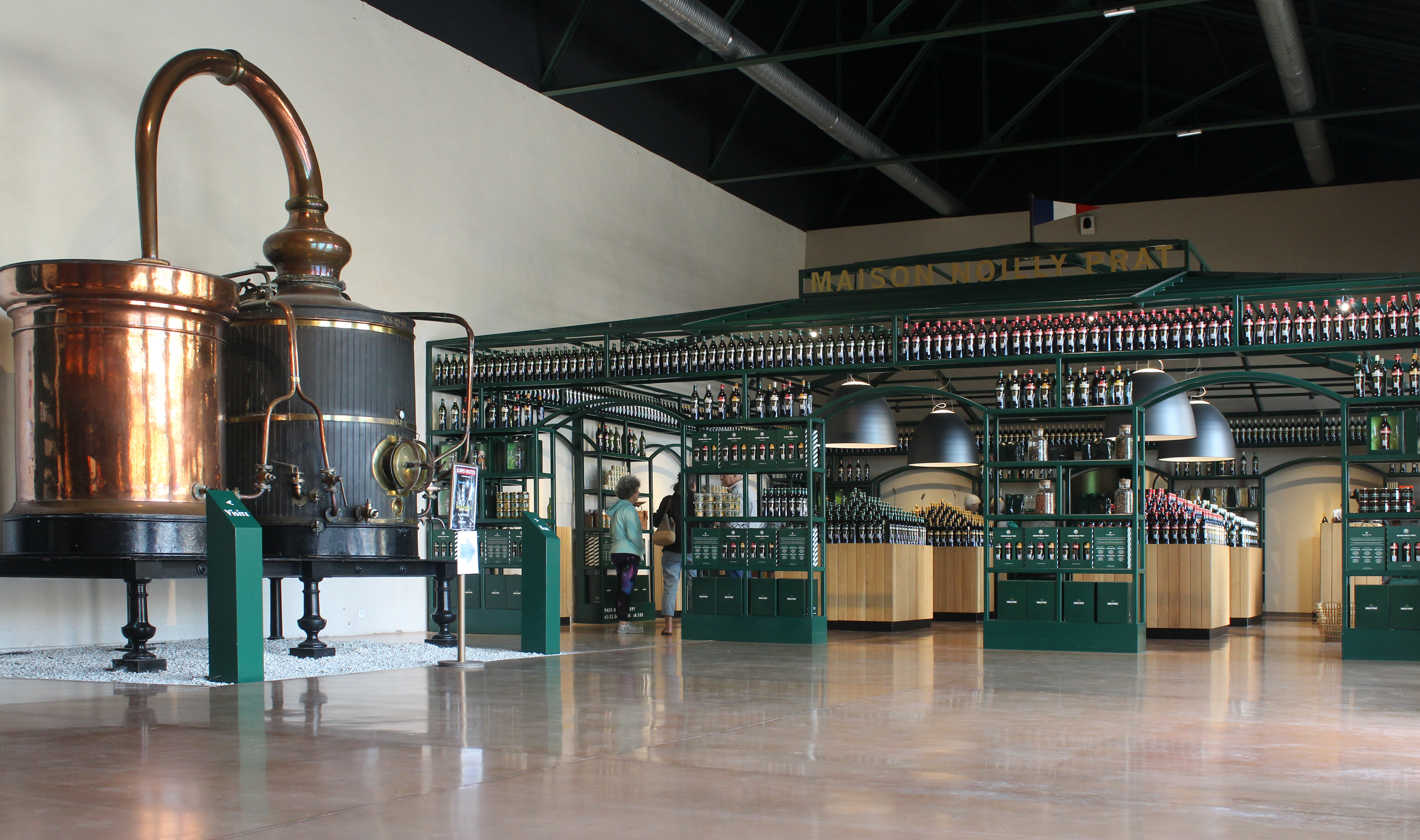
Le magasin à Marseillan (intérieur).

## Production
Le site de production de Noilly Prat se caractérise par le jonchement de centaines de fûts de chêne (20 à 60 ans) en extérieur (L'Enclos). Deux cépages sont utilisés : le picpoul-de-pinet et la clairette-du-languedoc. Les vins y subissent une évaporation accélérée pendant 12 mois. La capacité de production du site est de 42 000 litres. La recette de la boisson est tenue secrète, mais contient une vingtaine d'herbes et épices.
En 2000, 80% de sa production est destinée à l'export.

## La Maison Noilly Prat à Marseillan
La Maison Noilly Prat est située à Marseillan, dans le sud de la France à 50 minutes de Montpellier et 40 minutes de Béziers, au bord de l'étang de Thau.  

## Château d'Avignon

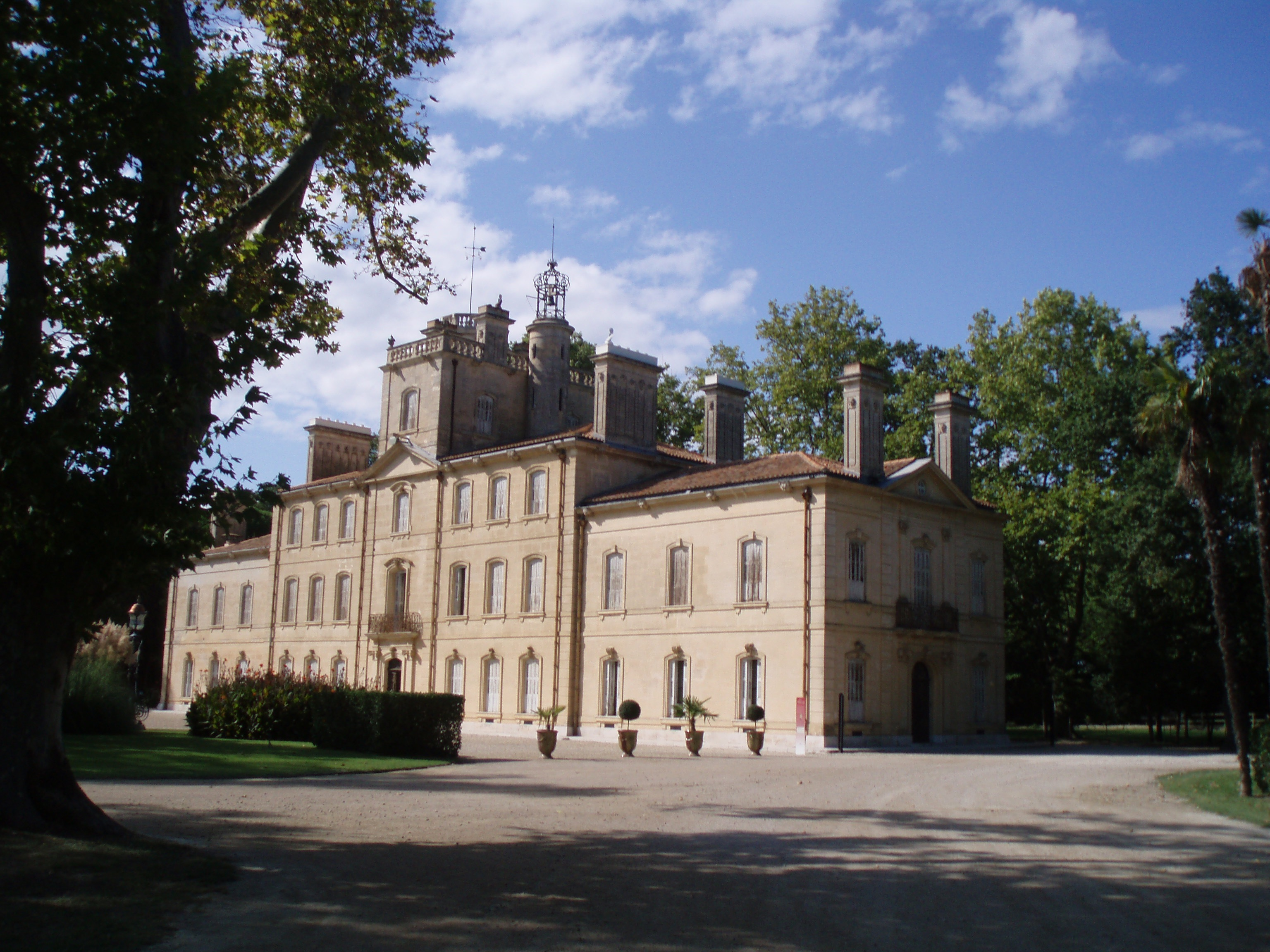
Château d'Avignon aux Saintes-Maries-de-la-Mer.

Après la mort précoce de son mari et le décès de son père, Anne Rosine Noilly-Prat (1825-1902) reprend la direction de l'entreprise et réussit à la positionner au niveau international. Dans les années 1880, Louis Prat Noilly (1845-1932), fils de Claudius et d'Anne-Rosine, se fait construire un château néo-renaissance au milieu des vignobles plantés dans le sable de Camargue au lieu-dit « Montcalm » à Vauvert. Ce vaste ensemble comprenait chais, bâtiments pour le nombreux personnel et chapelle romano-byzantine. Dans la foulée, il fait l'acquisition en 1893 du château d'Avignon, de l'autre côté du Petit Rhône, qu'il fait intégralement réaménager (commune des Saintes-Maries-de-la-Mer). Il possède également des immeubles à Marseille et à Paris.

## Dans la culture populaire
En 1958, l'essayiste William Somerset Maugham écrit « Noilly Prat est un élément essentiel du dry Martini », une phrase que la société réutilise dans ses publicités d'époque.